# Уайт, Марк
Марк Уэ́ллс Уа́йт (англ. Mark Wells White; 17 марта 1940, Хендерсон, Техас — 5 августа 2017, Хьюстон, Техас) — американский политик, 43-й губернатор Техаса.

## Биография
Марк Уэллс Уайт родился в городе Хендерсон, округ Раск, Техас. В 1962 году он окончил Бейлорский университет с дипломом в области делового администрирования, а в 1962 году — юридический факультет того же университета, после чего четыре года работал в юридической фирме Reynolds, Allen & Cook в Хьюстоне. Уайт также служил в 36-й пехотной дивизии Национальной гвардии Техаса.
В 1966 году Уайт был назначен помощником генерального прокурора штата, а в 1973 году — секретарём Техаса при губернаторе Дольфе Бриско. В 1977 году он был избран президентом Национальной ассоциации секретарей. В 1979 году Уайта избрали генеральным прокурором штата, эту должность он занимал до 1983 года. Уайт также был сопредседателем Координационного комитета правоохранительных органов и являлся членом Совета по предупреждению организованной преступности при губернаторе штата. В 1981 году он был избран председателем Южной конференции генеральных прокуроров.
В 1982 году Уайт был избран губернатором Техаса и приведён к присяге 18 января 1983 года. Будучи губернатором, он был членом Регионального совета южных штатов по образованию, Междуштатной нефтяной координирующей комиссии и Ассоциации губернаторов пограничных штатов. Его администрация сосредоточила усилия на реформе образования и экономическом развитии штата.
После выхода в отставку 20 января 1987 года Уайт работал в юридической фирме Keck, Mahin & Cate. В 1990 году он вновь пытался баллотироваться на пост губернатора, однако проиграл праймериз Энн Ричардс. В дальнейшем Уайт был председателем правления Фонда Хьюстонского независимого школьного округа, некоммерческой организации, которая поддерживает государственные школы, а также президентом компании GeoVox Security, Inc.

### Смерть и похороны
Умер в своём доме в Хьюстоне, причиной смерти стал сердечный приступ.
На его похоронах в среду, 9 августа 2017 года, в Центре поклонения Второй баптистской церкви в Хьюстоне священнослужителем был пастор Гомер Эдвин Янг, а среди присутствующих были также коллеги Уайта-губернаторы: бывший президент США Джордж Буш-младший, министр энергетики США Рик Перри и действующий губернатор Грег Эбботт. Среди скорбящих были бывший вице-губернатор Техаса Уильям Хобби-младший, нынешний вице-губернатор Дэн Патрик, судья округа Харрис Эд Эмметт, мэр Хьюстона Сильвестр Тернер, бывший конгрессмен США Крейг Вашингтон и многие другие.
10 августа 2017 года останки Уайта три часа пролежали в Капитолии штата Техас. Люси Бейнс Джонсон, дочь президента США Линдона Джонсона, отдала дань уважения своему другу Уайту, который, по ее словам, «может быть, и ушел с государственной должности, но он никогда не уходил с государственной службы... Он не был разделителем; он был объединителем».
Он похоронен на кладбище штата Техас в Остине, где была проведена частная церемония у могилы.

## Семья
Жена - Линда Гейл. Трое детей. Его сын, Эндрю, на праймериз Демократической партии США 6 марта 2018 года уступил Лупе Вальдес, не добрав 16 % до участия единым кандидатом на пост губернатора Техаса.